# جام ملت‌های اقیانوسیه ۲۰۰۸
جام ملت‌های اقیانوسیه ۲۰۰۸ هشتمین دوره از مسابقات جام ملت‌های اقیانوسیه بود که توسط کنفدراسیون فوتبال اقیانوسیه برگزار شد. در پایان مسابقات تیم ملی فوتبال نیوزیلند برای چهارمین بار به مقام قهرمانی رسید.